# SEAT Sport
Cupra Racing, anteriormente SEAT Sport, es una empresa subsidiaria de SEAT y que actúa en el área deportiva y de competición del grupo en el mundo de los rallyes y los turismos. Entre sus principales éxitos en el mundo de los rallyes hay que destacar 3 títulos del Mundial de Rallyes de la categoría de 2 litros con el SEAT Ibiza (1996-1998), sus 2 campeonatos de pilotos y constructores en 2008 y 2009 en el WTCC y su participación al máximo nivel en el WRC con el SEAT Córdoba WRC los años 1999 y 2000. En 2018, SEAT lanzó la marca deportiva Cupra bajo el paraguas de SEAT Sport.

## Historia

### Inicio: años 1970
En 1970, SEAT creó la Fórmula Nacional, conocida posteriormente como Fórmula 1430, disputando la primera prueba en el Circuito del Jarama con 27 participantes. Los vehículos de esta competición disponían de un motor de 1.438 centímetros cúbicos procedente del SEAT 1430 y la caja de cambios del SEAT 600. Estos monoplazas se les conocía con el mismo nombre de la competición SEAT Formula 1430. Poco después en 1973 se añadió una categoría superior en un principio se pretendía crear la nueva SEAT Formula 1600 pero finalmente se optó por la SEAT Formula 1800, con unos monoplazas que utilizaban la motorización del SEAT 1430 Especial 1800 (FU).
Por otro lado, en 1971 se crea el departamento de Vehículos Especiales en la fábrica de SEAT en la Zona Franca de Barcelona, convirtiéndose este departamento en la base del equipo SEAT de competición y del actual departamento de SEAT Sport. El debut oficial de SEAT en el mundo de los rallies fue en 1972 el Criterium Luis de Baviera, llegando la primera victoria ese mismo año en el Rally RACE de la mano de Salvador Cañellas, que era piloto oficial de la marca española junto a Jorge Bäbler. Aquel 1972 Salvador Cañellas ganó el Campeonato de España de Rallys de Asfalto. Antonio Zanini se convirtió en el tercer piloto de la marca, la cual consiguió el título de Campeona de España de Marcas consecutivamente desde 1973 hasta 1979, participando en un total de 104 rallies, ganando 39 de ellos. En los campeonatos regionales, SEAT obtuvo 250 victorias y en los campeonatos de Turismos consiguió 11 títulos consecutivos entre 1979 y 1983. Paralelamente, SEAT tomó parte del Campeonato europeo de rallies consiguiendo con Antonio Zanini los subcampeonatos de 1976 y 1979, consiguiendo la victoria en cinco rallies. En cuanto al, Campeonato Mundial de Rallies, en el Rally de Montecarlo de 1977, Antonio Zanini consiguió la 3ª posición final y Salvador Cañellas la 4ª, lo que otorgó a la marca española la Copa de Marcas de aquella edición del Montecarlo.

### Años 80
Los 80 se iniciaron con la ruptura de relaciones entre Fiat y Seat, con los consecuentes problemas económicos por la marca española, con lo que paulatinamente se fueron abandonando las actividades de competición, sin embargo, se mantuvo la Copa Fura de circuitos y la Copa Panda de Rallies. El retorno a la competición no se produciría hasta 1985, con SEAT ya integrada en el Grupo Volkswagen, con el actual departamento de SEAT Sport. Se creó la Copa Volkswagen Polo de circuitos y el Campeonato SEAT Ibiza de Rallies. En 1987 SEAT Sport ya disponía de un equipo oficial en el Campeonato de España de Rallyes de Asfalto y el Campeonato de España de Rallyes de Tierra, con los hermanos Salvador Serviá y Josep María Servià, consiguiendo el subcampeonato en el Campeonato de asfalto por detrás de un joven Carlos Sainz. En 1988, con un SEAT Marbella Proto, SEAT ganó el Campeonato de España de Rallyes de Tierra con Antonio Rius, título que revalidaría en 1989. Paralelamente, con la versión Safari del Volkswagen Golf GTI, Josep María Servià ganó la clase de dos ruedas motrices de la Baja Aragón, lo que animó a SEAT a participar en la Copa de España de Raids 1989, donde consiguió con Josep María Servià el título nacional en la categoría de dos ruedas motrices.

### Años 1990

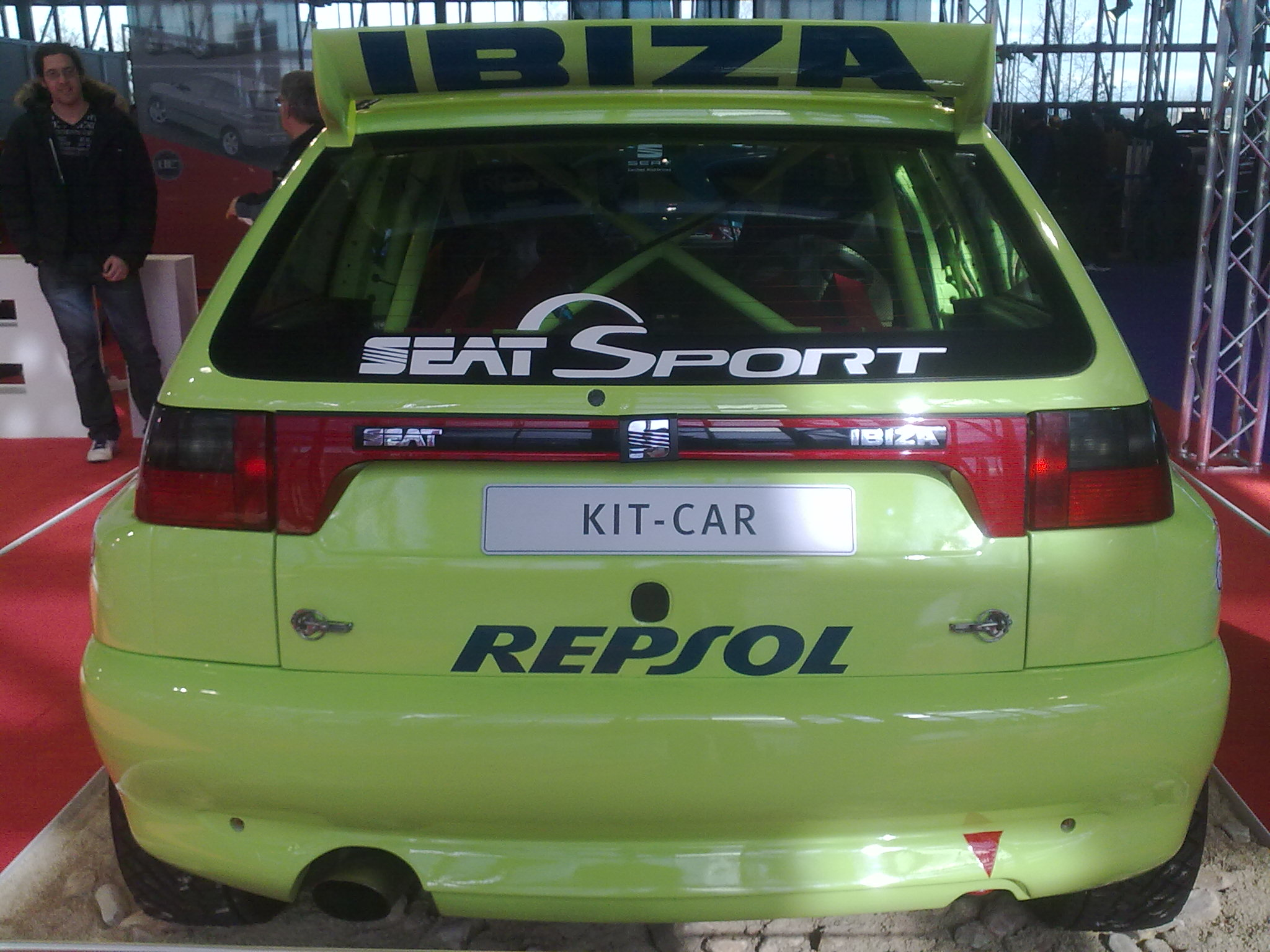
SEAT Ibiza Kit car con el logotipo de SEAT Sport de los años 1990.

Los 90 se inician con Josep María Servià ganando la Copa de España de Raids en 1990 y 1991 y con el desarrollo del SEAT Toledo Marathon para las competiciones de raids a nivel internacional, que dará sus primeros éxitos parciales en 1994. En 1995, tras 18 años sin participar en el Campeonato Mundial de Rallies, SEAT participa con el SEAT Ibiza 1.8 16v pilotado por Erwin Weber en el Rally de Portugal en la categoría de 2 ruedas motrices. Ese mismo año, Erwin Weber gana la categoría de 2 ruedas motrices en el Rally Acrópolis, con Antonio Ríos copando la segunda posición. Los éxitos parciales de 1995 animan a SEAT a afrontar en 1996 el Copa del Mundo de Rally de 2 Litros con el SEAT Ibiza Kit Car, consiguiendo el título, convirtiéndose en la primera marca capaz de ganar el título mundial en el año de su debut. SEAT Sport revalidaría el título consecutivamente en 1997 y 1998 con los pilotos Harri Rovanperä, Oriol Gómez, Toni Gardemeister, Jörgen Jonasson y Gwyndaf Evans. El debut de SEAT en la máxima categoría de los rallyes se produjo en 1998 con el SEAT Córdoba WRC en el Rally de Finlandia consiguiendo sus primeros puntos del Mundial ese mismo año en el Rally de Gales. En 1999 afrontan la temporada entera del WRC con los pilotos Piero Liatti, Harri Rovanperä y Toni Gardemeister, consiguiendo buenas actuaciones parciales y dos podios, uno en el Rally de Nueva Zelanda y otro en el Rally de Gran Bretaña.

### sigloXXI
En el año 2000 SEAT ficha al excampeón mundial Didier Auriol, pero los resultados no acompañaron a la marca española, la cual al finalizar la temporada anunció su retirada del Campeonato Mundial de Rallies, retornando en 2001 a los campeonatos nacionales de asfalto y tierra donde se consigue vico parcils con Salvador Canyelles y Marc Blázquez. En 2002 SEAT vuelve a los circuitos creando la prueba monomarca Supercopa SEAT León, disputada en circuitos de España y Portugal. Posteriormente el certamen fue adoptado por otros países como Alemania, Inglaterra y Turquía, enfrentándose a los diferentes ganadores nacionales en la Supercopa SEAT León European Masters. En 2004 SEAT consigue su primera victoria en el Campeonato de Europa de Turismos, siendo el SEAT Toledo Cupra uno de los grandes protagonistas del campeonato con cuatro podios más con los pilotos Rickard Rydell, Jordi Gené y Frank Diefenbacher. En 2005 el Campeonato de Europa de Turismos se convirtió en el Campeonato Mundial de Turismos y SEAT participa con el SEAT León WTCC, consiguiendo el título mundial de marcas el año 2008 con los pilotos Yvan Muller, Gabriele Tarquini, Rickard Rydell y Jordi Gené, haciéndose también con el título para pilotos con Yvan Muller. En 2009, SEAT Sport sigue con los mismos cinco pilotos. La escudería francesa Oreca ayuda a la operación. Gabriele Tarquini ganó el segundo campeonato de pilotos WTCC para la escudería y SEAT ganó el título de constructores por segundo año consecutivo.

#### Final en la WTCC
Después de ganar dos campeonatos consecutivos de conductores y constructores, SEAT se retiró de la WTCC al final de la temporada 2009 como equipo constructor. Sin embargo, en enero de 2010, se anunció que proporcionaría apoyo a la recién formada escudería SUNRED al mismo tiempo que confirma Gabriele Tarquini, Jordi Gené, Tiago Monteiro y Tom Coronel en 2010 como pilotos mientras Yvan Muller partió para pilotar en Chevrolet.

#### Formula Student Spain
En 2010 se crea la nueva Formula Student Spain, a la que SEAT da apoyo técnico además de patrocinarla, en la que se desarrollan pequeños monoplazas al estilo de la antigua SEAT Formula 1430.

## Modelos SEAT Sport
Modelos de competición y ediciones deportivas especiales.

### 1950-1989
- SEAT 1400B - 1957 - Juan Fernández - Copa Montjuïc de Cotxes Sport
- SEAT 850 Coupé - 1967 - A. Pérez Sutil - D. Morán
- SEAT 1430-1600 - 1970 - Del Vaz - Lazcano - London - México
- SEAT 124 Sport - 1970
- SEAT 124 Sport - 1971 -Manuel Juncosa, M. Salas - Rally Vasco Navarro.
- SEAT Fórmula 1430 - 1971
- SEAT 850 Spider Gr.5 - 1972 - Juncosa.
- SELEX ST3 - 1972 - Salvador Cañellas - Seat Fórmula 1430.
- SEAT 127 Gr. 2 - 1973 - Salvador Servià, Montse Imbers.
- SEAT 1430-1800 Gr. 5 - 1973 - Jorge Bäbler, Ricardo Antolín - Rally RACE de España
- SEAT Martini F-1800 - 1975 - Villacieros
- SEAT 1430-1800 Gr. 4 - 1977 - Salvador Servià, Jordi Sabater - Rally de Montecarlo
- SEAT 124-2100 16v Gr. 5 - 1977 - Antonio Zanini, Juan Petisco - Rally Costa del Sol
- SEAT 124/2000 Gr. 2 - 1979 - Salvador Cañellas, Campeonato de España de Turismos.
- SEAT 131 Abarth - 1979 - Salvador Servià - Alex Brustenga - Rally de Montecarlo, Rally de Nueva Zelanda.
- SEAT 131-2100 Gr. 5 - 1980 - Santiago Martín Cantero- Campeonato de España de Turismos.
- SEAT Panda Gr.2 - 1981/82 - Ricardo Muñoz.
- SEAT Fura Crono - 1983
- SEAT Ibiza Bimotor Proto -1988- Josep María Servià, Lluis Corominas - Rally de Tierra de Lloret de Mar
- SEAT Ibiza 1.5 GLX Gr.B - 1989
- SEAT Marbella Proto - 1989 - Antoni Rius - Manel Casanova - Rally de Toledo

### 1990-2010
- SEAT Toledo Sport - 1992 - Edición especial comercial desarrollado por SEAT Sport fabricado por las olimpiadas de Barcelona.
- SEAT Toledo Superturismo - 1993/1994 - Giroix.
- SEAT Toledo Marathon - 1994 - Josep María Servià, Enric Oller - Raid de Grecia
- SEAT Ibiza Grupo N - 1994 - Stephen Roche.
- SEAT Ibiza Grupo A - 1995 - Ewin Weber / Rius.
- SEAT Ibiza Kit Car - 1996 - Harri Rovanperä - Juha Repo / Rally RACC.
- SEAT Córdoba WRC - 1999 - Toni Gardemeister - Paavo Lukander - Rally de Nueva Zelanda, Rally de Toledo
- SEAT Ibiza Junior Grupo A - 2000 - Dani Solá - Rally de Ourense
- SEAT Córdoba WRC EVO 3 - 2001 - Salvador Cañellas - Alberto Sanchís / Rally RACC.
- SEAT Dakar Tdi - 2002 - Fernando Gil - Rafael Tornabell Arras-Madrid-Dakar.
- SEAT Ibiza Tdi Gr. N - 2003 - Joan Font - Massip - Rally de Salamanca.
- SEAT Córdoba Silhouette - 2003 - Christophe Bouchut Campionat de França de Superturisme
- SEAT Toledo GT - 2003 - Ginés Vivancos - Jordi Gené Campeonato de España de GT-
- SEAT Toledo Cupra ETCC - 2003 - Jordi Gené - ETCC
- SEAT Cupra GT - 2003
- SEAT Cupra GT - 2004 - Gené/Vivancos
- SEAT León Super Copa - 2004 - Luis Pérez-Sala
- SEAT Ibiza PROTO 4x4 2004 Flavio Alonso.
- SEAT Toledo WTCC - 2005 - Rickard Rydell - WTCC
- SEAT Córdoba WRC EVO 3 - 2006 - Alex Crivillé.
- SEAT León Super Copa - 2006 - José Manuel Pérez Aicart- Supercopa Seat León
- SEAT León WTCC - 2006 - Jordi Gené
- SEAT León TDI WTCC - 2007 - Yvan Muller
- SEAT León BTCC - 2008 - Jason Plato - BTCC
- SEAT León TDi WTCC - 2008 - Yvan Muller
- SEAT León 2.0 TDi WTCC - Gabriele Tarquini

### Modelos de calle
Las denominaciones para las versiones deportivas en los modelos de calle de SEAT, han sido desde el Sport, Crono, SXI, GT, GTI, Cupra, Cupra R, FR (Formula Racing), etc. Muchos de estos modelos han sido desarrollados en SEAT Sport dándoles una imagen más deportiva.

## Cupra Racing
A medidos de los años 1990 en Bélgica, el equipo de competición se le denominó en vez de SEAT Sport como SEAT Cupra Sport. 
En 2018 SEAT lanzó su famosa versión con denominación Cupra como nueva submarca deportiva, y a partir de esta fecha los modelos de competición desarrollados por SEAT Sport pasan a incluir el logotipo Cupra en sustitución al de SEAT. El modelo SEAT León Cup racer pasa a denominarse como Cupra León TCR; para la presentación de este nuevo modelo de competición se ha presentado además un prototipo basado en este mismo denominado Cupra e_Racer con motor eléctrico, ya que ese año se estrenaba una nueva categoría denominada E TCR.

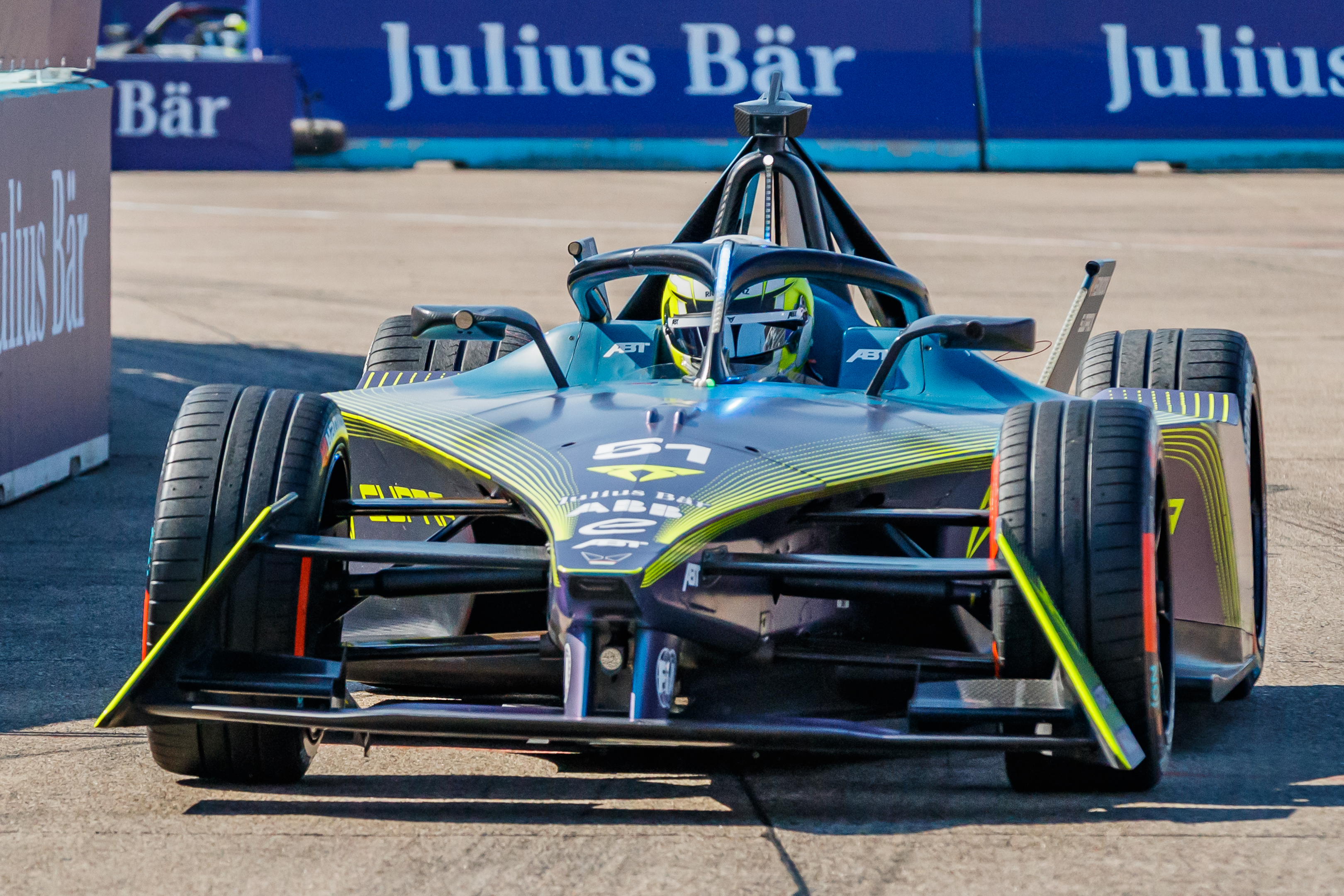
Cupra Motorsport ABB del Campeonato Mundial de Fórmula E de la FIA, en el Gran Premio de Berlín de 2023.]]
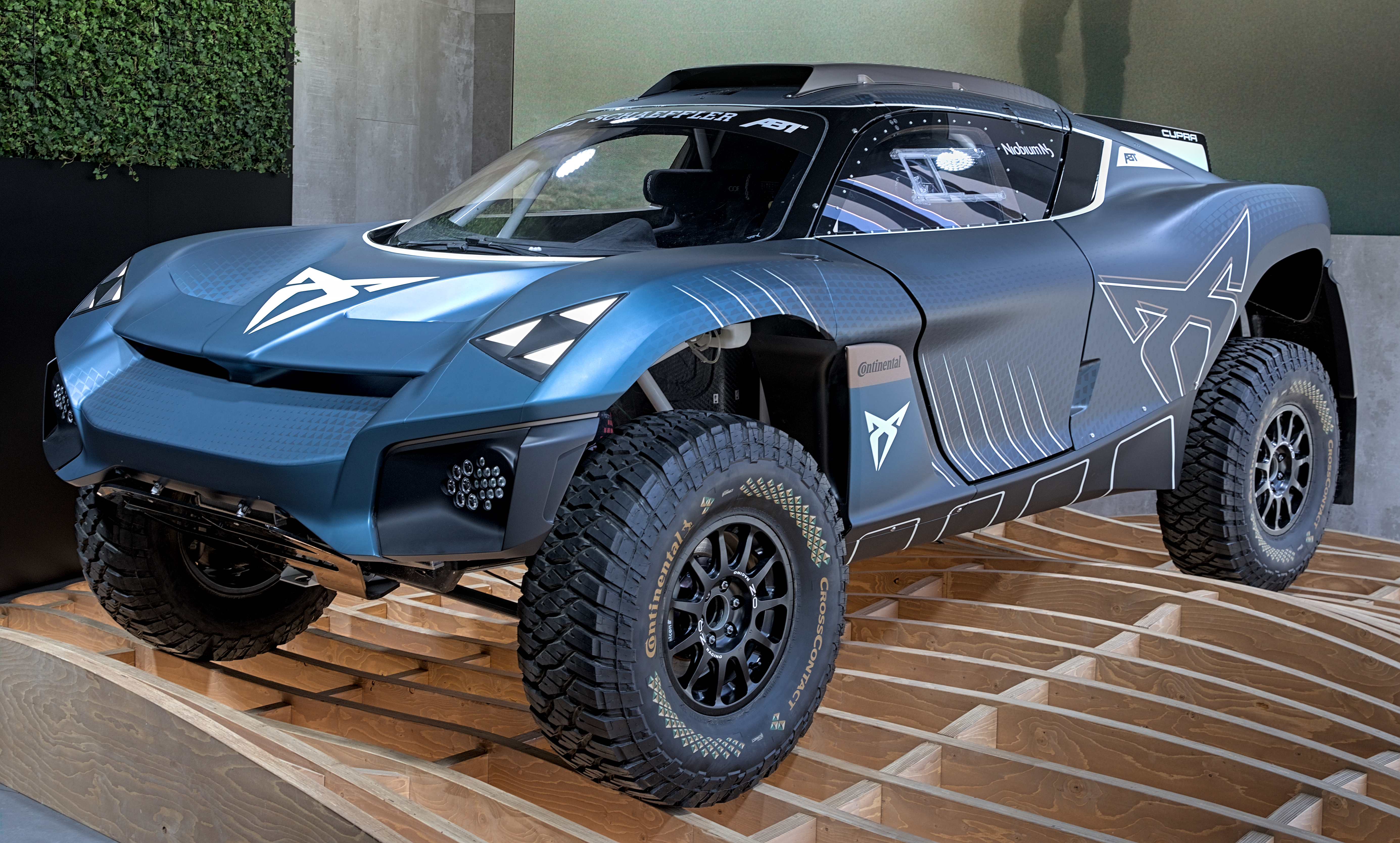
Concepto Cupra Tavascan Extreme E en el Salón del Automóvil de Fráncfort de 2021.]]